# 卡羅口孵非鯽
卡羅口孵非鯽，為輻鰭魚綱鱸形目隆頭魚亞目慈鯛科的其中一種，被IUCN列為極危保育類動物，分布於非洲馬拉噶拉西河流域，體長可達28公分，棲息在中底層水域，以植物為食，可做為食用魚及觀賞魚，雌魚以口孵卵，生活習性不明。